# Kazuko Hara
Kazuko Hara (原 嘉壽子, Hara Kazuko), née le 10 février 1935 et morte le 30 novembre 2014, est une compositrice japonaise d'opéras.

## Biographie
Étudiante à l'Université des arts de Tokyo auprès de Tomojiro Ikenouchi, elle en sort diplômée en 1957. Elle se rend ensuite en France où elle étudie avec Henri Dutilleux et Alexandre Tcherepnine. Une fois sa formation terminée, elle retourne au Japon pour enseigner à l'Université de musique d'Osaka.
Entre 1978 et 1999, elle écrit 18 opéras, nombre d'entre eux représentés à Tokyo par le Nihon Opera Kyokai ou l'opéra Nikikai. L'un d'entre eux est donné en Italie. Elle préfère en général les sujets japonais mais son deuxième opéra est consacré à Sherlock Holmes et un autre s'inspire du Crime et Châtiment de Dostoïevski pour une production à grande échelle au Nouveau théâtre national de Tokyo en 1999.

## Opéras
Parmi les opéras de Kazuko Hara figurent:
- The Case-book of Sherlock Holmes (Confession) d'après Conan Doyle (1981)
- Iwai Uta ga Nagareru Yoruni (1984)
- Shita wo Kamikitta Onna (1986)
- Sute Hime (1989)
- Yosakoi Bushi (1990)
- Petro Kibe (1991)
- Tsumi to batsu (Crime et châtiment) d'après Dostoïevski (1999)

## Autres pièces
- Sonatine pour piano (1957)
- Preludio, aria e toccata pour guitare (1970)

## Enregistrements
- Yosakoi Bushi est disponible en CD.